# Nagrada Milka Trnina
Nagrada Milka Trnina ustanovljena je 1957. godine i nosi ime velike hrvatske pjevačice Milke Trnine (1863. – 1941.), a dodjeljuje se od 1958. godine. Pravilnik o nagradi kaže da se njome “nagrađuje izuzetno umjetničko dostignuće i muzička kreacija u prethodnoj sezoni tj. od 1. rujna do 31. kolovoza one godine u kojoj se nagrada dodjeljuje”. Dodjeljuje ju Hrvatsko društvo glazbenih umjetnika.

## Dobitnici i dobitnice
- 1958.: Milan Horvat, Ivo Maček
- 1959.: Jurica Murai, Josip Gostič, Drago Bernardić
- 1960.: Darko Lukić, Stjepan Šulek, Noni Žunec
- 1961.: Franjo Paulik, Stjepan Radić, Zorka Wolf
- 1962.: Ranko Filjak, Zagrebački kvartet, Ante Marušić
- 1963.: Mirka Klarić, Drago Bernardić, Branka Stilinović
- 1964.: Antun Nanut, Igor Gjadrov, Josip Šajnović
- 1965.: Pavica Gvozdić, Davorin Hauptfeld, Vera Grozaj
- 1966.: Piero Filippi, Vladimir Krpan, Nada Puttar-Gold
- 1967.: Majda Radić, Dragutin Savin, Vladimir Benić
- 1968.: Vladimir Ruždjak, Blanka Zec, Tinka Muradori
- 1969.: Marijana Radev, Branka Galić, Tonko Ninić
- 1970.: Anđelko Klobučar, Tomislav Neralić, Krešimir Šipuš
- 1971.: Ruža Pospiš Baldani, Lovro Matačić
- 1972.: Jurica Murai, Nada Ruždjak, Albin Kokeza
- 1973.: Božena Ruk-Fočić, Štefica Petrušić, Prerad Detiček, Branko Sepčić
- 1974.: Branka Beretovac, Marijan Jerbić, Željko Miler, Zagrebački duhački kvintet
- 1975.: Antun Petrušić, Franjo Petrušanec, Emil Cossetto
- 1976.: Ljiljana Molnar-Talaić, Viktor Bušljeta, Valter Dešpalj, Ivo Maček
- 1977.: Vladimir Kranjčević, Slavica Pfaf, Stojan Stojanov
- 1978.: Filka Dimitrova-Pletikosić, Mario Sfiligoj, Višnja Mažuran
- 1979.: Blaženka Milić, Atilio Planinšek
- 1980.: Pavle Dešpalj, Ksenija Kos
- 1981.: Mirjana Bohanec, Pietro Cavaliere
- 1982.: Dunja Vejzović, Mila Kirinčić-Degan
- 1983.: Branko Mihanović, Ferdinand Radovan, Zagrebački solisti
- 1984.: István Römer, Zagrebački puhački trio
- 1985.: Ivanka Boljkovac, Krunoslav Cigoj
- 1986.: Radovan Vlatković, Josip Klima
- 1987.: Veneta Janeva Iveljić, Darko Petrinjak
- 1988.: Tamara Smirnova Šajfar, Ratomir Kliškić
- 1989.: Kvartet Klima, Nikša Bareza
- 1990.: Miro Belamarić, Dinko Lupi
- 1991.: Sretna Meštrović, Kazushi Ono
- 1992.: Mirela Toić, Karlo Kraus, Zagrebački kvartet saksofona
- 1993.: Ida Gamulin, Ljerka Očić-Turkulin, Neven Belamarić
- 1994.: Jadranka Gašparović, Igor Lešnik, Nevenka Petković-Sobjeslavski
- 1995.: Ljubomir Gašparović, Ante Ivić, Vjekoslav Šutej
- 1996.: Maja Dešpalj Begović, Olga Šober, Ivana Švarc Grenda
- 1997.: Nelli Manuilenko, Miroslav Homen, Trio Orlando
- 1998.: Monika Leskovar, Goran Končar
- 1999.: Lidija Horvat-Dunjko, Mario Penzar
- 2000.: Duo Janjanin-Marshall, Vitomir Marof
- 2001.: Ivica Čikeš, Đorđe Stanetti
- 2002.: Ivo Pogorelić
- 2003.: Ivana Bilić, Ivo Lipanović, Zoran Dukić
- 2004.: Renata Pokupić, Zagrebački gitarski trio, Bojan Šober
- 2005.: Cynthia Hansell-Bakić, Dalibor Cikojević, Maja Bakrač, Goran Bakrač
- 2006.: Dubravka Šeparović Mušović, Vlatka Oršanić, Laura Vadjon
- 2007.: Martina Filjak, Ana Vidović, Anđelko Krpan, Zlatan Srzić
- 2008.: Valentina Fijačko, Renata Penezić i Tonči Bilić
- 2009.: Martina Zadro, Giorgio Surian[2]
- 2010.: Kristina Kolar, Lovro Pogorelić[2]
- 2011.: Ivana Lazar, Pavao Mašić, Ante Knešaurek
- 2012.: Tamara Franetović Felbinger, Katarina Krpan, Luciano Batinić
- 2013.: Zoran Juranić, Ivan Repušić, Srđan Čaldarović
- 2014.:	Martina Gojčeta Silić, Radovan Cavallin i Goran Filipec
- 2015.:	Vlasta Gyura
- 2016.: Vladimir Babin i Ljubomir Puškarić
- 2017.: Aljoša Jurinić
- 2018.: Diana Haller i Filip Fak
- 2019.: